# SuZy
Suzy Akmen-Rogovin alias SuZy  (Estambul, 1961) es una cantante turca-israelí en ladino.
Emigró a Israel en 1979, realizó la educación secundaria en Jaffa y se licenció en filologías inglesa y francesa en la Universidad de Tel Aviv. Trabajó como diseñadora de interiores durante 6 años y decidió crear un álbum que recogiera las nanas y canciones tradicionales de su familia al morir su tía y su abuela (Herencia, 1998). 

## Álbumes
- Aromas & Memories (2005) recita poemas de Margalit Matitiahu.
- Estos Y Munchos (2001)
- Herencia (1998)